# Vair (rivier)
De Vair is een rivier in Frankrijk. Hij ontspringt bij Contrexéville (Vosges) en behoort tot het stroomgebied van de Maas. 
Het Maasbekken is in zuidelijk Lotharingen erg smal (zie de kaart van het stroomgebied van de Maas), zodat daar alleen maar kleine beekjes in de Maas stromen.  De Vair en de Mouzon zijn de uitzonderingen. Voorbij Contrexéville stroomt de petit Vair, die uit Vittel komt, samen met de Vair. De hele rivier bevindt zich binnen het departement Vosges; hij mondt uit in de Maas ten noorden van Neufchâteau, vlak bij Domrémy-la-Pucelle.